# 海洋調査技術学会
海洋調査技術学会（かいようちょうさぎじゅつがっかい、英名 Japan Society for Marine Surveys and Technology）は海洋の調査とそれに必要な技術開発の進歩・普及を目的として1988年に設立された学会。
事務局を東京都大田区羽田空港1-6-6第一綜合ビル6階（一財）日本水路協会に置いている。

## 特色
概略
- 学際的な知識と高度な工学的技術の向上を目指している。
- 海洋の調査や技術開発等に携わる人々や海洋に関係する国の機関、大学及び企業の連携に貢献活動している。

## 海洋調査研究情勢
概況
- 近年の海洋への関心は、海洋法条約による新しい海洋秩序形成の動向や最近の高度な科学技術の海洋分野への応用等と相まって、これまで以上に高まっている。
- 海洋の利用・開発を進めることが人類全体の希望となっている。
- 海洋には未知の部分が多く残されており、基礎から応用までの幅広い調査研究が必要である。
- 国の機関、大学、民間それぞれの調査研究は、対象の広域化、内容の高度化、データの高精度化、体制の国際化等が求められている。

## 事業
- 調査成果・技術開発に関する情報の交換・普及、学会誌その他刊行物の発行、研究成果発表会・講演会・公開講座の開催、調査技術研究等の表彰など[1]

## 学会誌
- 『海洋調査技術』

## 刊行物
- 『海洋調査フロンティア - 海を計測する』
- 『海洋調査フロンティア - 海を計測する（増補版）』
- 『日本周辺海域中新世最末期以降の構造発達史（CD-ROM版）』